# The Office (serie británica)
The Office es una serie de televisión británica emitida por primera vez en el Reino Unido en la cadena BBC Two el 9 de julio de 2001.
Creada, escrita y dirigida por Ricky Gervais y Stephen Merchant, la serie es una comedia sobre las vidas diarias de los empleados de la oficina de Slough, la sucursal en Berkshire de la empresa ficticia Wernham Hogg Paper Company. Aunque se trata de ficción, la serie está realizada en forma de documental (falso documental), con la presencia de la cámara, la cual en ocasiones es reconocida por los personajes.
Se emitieron dos temporadas de seis episodios cada una, además de un par de episodios especiales de Navidad de 45 minutos. Cuando fue transmitida por primera vez en la BBC 2, fue clausurada debido a los bajos porcentajes de audiencia. Sin embargo, ha llegado a ser una de las comedias de televisión británicas más exportadas de todos los tiempos.

## Versiones en otros países
Aparte de ser vista mundialmente a través de canales de emisión internacional pertenecientes a la BBC como BBC Worldwide, BBC Prime, BBC America y BBC Canada, la serie ha sido vendida a otras cadenas de televisión en ochenta países diferentes, incluyendo ABC1 en Australia, The Comedy Network en Canadá, TVNZ in Nueva Zelanda y el canal de televisión satélite pan-asiático STAR World, con sede en Hong Kong. La serie comenzó a emitirse en los Estados Unidos dentro del bloque de programación nocturna del canal Cartoon Network, Adult Swim, el 18 de septiembre de 2009. La serie comparte temática con el programa satírico social creado más tarde también por Gervais y Merchant, Extras. 
Otras versiones nacionales de The Office han sido producidas. En mayo de 2004, una versión francesa llamada Le Bureau fue realizada. La versión alemana emitida a través de Prosieben en octubre de 2004 se denominó Stromberg. En noviembre de 2004 un programa brasileño llamado Os Aspones y emitido en el canal Globo mostraba una gran influencia de The Office. Cuatro años después del éxito de la serie, una versión estadounidense fue lanzada a través de la NBC el 24 de marzo de 2005. Una quinta adaptación franco-canadiense, La Job fue estrenada en enero de 2007. En Chile, tuvo una versión local bajo el nombre de La ofis, emitida por Canal 13 en 2008.

## Reparto

### Elenco protagonista
- Ricky Gervais como David Brent.
- Martin Freeman como Tim Canterbury.
- Mackenzie Crook como Gareth Keenan.
- Lucy Davis como Dawn Tinsley.
- Patrick Baladi como Neil Godwin.
- Ralph Ineson como Chris Finch.
- Stirling Gallacher como Jennifer Taylor-Clarke.

### Elenco secundario
| - Joel Beckett como Lee. - Ben Bradshaw como Ben. - Jamie Deeks como Jamie. - Jane Lucas como Sheila. - Ewen Macintosh como Keith. - Emma Manton como Emma. - Ron Merchant como Gordon. - Alexander Perkins como Ralph. - Phillip Pickard como Phillip. - David Schaal como Glynn. | - Sally Bretton como Donna. - Oliver Chris como Ricky Howard. - Angela Clerkin como Jackie. - Yvonne D'Alpra como Joan. - Robin Hooper como Malcolm. - Vincent Franklin como Rowan (training facilitator). - Nicola Cotter como Karen Roper. | - Julie Fernández como Brenda. - Tom Goodman-Hill como Ray. - Jennifer Hennessy como Jude. - Matthew Holness como Simon (the computer geek). - Rachel Isaac como Trudy. - Stephen Merchant como Oggy. - Tony MacMurray como Tony. - Stacey Roca como Rachel. - Howard Saddler como Oliver. |